# Шеньчжоу-10
«Шеньчжоу-10» (кит.: 神舟10号) — п'ятий пілотований космічний корабель КНР серії Шеньчжоу. Запущений 11 червня 2013-го року. Третій за рахунком із серії кораблів, обладнаних стикувальним вузлом. Екіпаж корабля складається з трьох осіб. Вдруге в китайській космонавтиці в польоті бере участь жінка-тайконавт, здійснено пілотоване стикування. Повернення корабля з екіпажем на Землю відбулося 26 червня 2013 року.

## Мета польоту
Головна мета запуску «Шеньчжоу-10» — стикування з космічним модулем (станцією) «Тяньгун-1» і всебічна оцінка стану модуля «Тяньгун-1». Стикування з «Тяньгун-1» були передбачені в автоматичному і ручному режимах (друге — пілотом корабля «Шеньчжоу-10»), як частина програми відпрацювання стикування, раніше вперше здійсненого безпілотним кораблем «Шеньчжоу-8» і пілотованим «Шеньчжоу-9». Програмою польоту було передбачено багато експериментів на станції. Орієнтовна тривалість польоту — 14-15 діб. «Шеньчжоу-10» став заключною експедицією до станції «Тяньгун-1».

## Екіпаж

### Основний
- Не Хайшен (聂海胜) — командир (2-й космічний політ).
- Чжан Сяогуан (张晓光) — пілот-оператор (1).
- Ван Япін (王亚平) — лаборант-дослідник, жінка (1).

Члени цього екіпажу були дублерами тайконавтів корабля «Шеньчжоу-9» 2012-го року.

### Дублюючий
- Лю Бомін (刘伯明) — командир (1).
- Пань Чжаньчунь (潘占春) — пілот-оператор (0).
- Ден Цінмін (邓清明) — лаборант-дослідник (0).

## Хроніка польоту
- 11 червня 2013  — запуск із космодрому Цзюцюань.
- 13 червня 2013, 05:11 UTC — стикування зі станцією «Тяньгун-1» в автоматичному режимі. Люки було відкрито після трьох годин перевірки герметичності стикувального вузла о 08:17 UTC.
- 23 червня 2013, 00:26 UTC — відстикування для здійснення ручного стикування.
- 23 червня 2013, 02:00 UTC — повторне стикування, екіпаж зайшов до станції о 05:09 UTC.
- 24 червня 2013, 23:05 UTC — друге відстикування.
- 25 червня 2013 — схід з орбіти:

- 23:18 UTC — вмикання гальмівного двигуна;
- 23:19 UTC — відокремлення орбітального модуля;
- 23:43 UTC — відокремлення агрегатного відсіку;
- 23:55 UTC — розкриття парашута.

- 26 червня 2013, 00:07 UTC — посадка.